# اینتراکسس
اینتراکسس (انگلیسی: InterAccess)  مرکزی هنرمند‌گردان برای تولید رسانه‌های الکترونیکی در تورنتو است. مرکز هنر معاصر کانادا، تأسیس اینتراکسس را به عنوان پدیده‌ای کلیدی در تاریخ هنر الکترونیک کانادا و همچنین در تاریخ پیشرفت‌ در هنر، علم، فناوری و فرهنگ بین‌المللی قرار می‌دهد.